# Амортизација
Амортизација је процес постепеног умањења дуга кроз плаћање у ратама увећаним за интерес, уместо плаћања одједанпут.
Са рачуноводственог аспекта појам амортизације подразумева смањење вредности сталних средстава предузећа услед њиховог трошења и хабања, за онолику вредност која се добија по основној методи амортизације средстава. Проценат се обично рачуна на годишњем нивоу по основном обрасцу: (набавна вредност средстава x %) : 100. Ова добијена вредност се приписује на годишњем нивоу, тј. једној пословној години, а предузеће одређује колики ће бити проценат амортизације као множилац набавне вредности средства. Амортизација такође представља једини расход који не изазива одлив новца из предузећа. Амортизација је такође процес преношења дела вредности средстава за рад на предмете рада.